# Melvin Kolf
Melvin Kolf (Nijmegen, 22 maart 1986) is een Nederlands voormalig voetballer die als verdediger voor onder andere FC Oss speelde.

## Carrière
Melvin Kolf speelde in de jeugd van Quick 1888, Vitesse en N.E.C. In 2008 vertrok hij naar BV De Graafschap, waar hij niet in actie kwam en slechts op de bank zat. Van 2009 tot 2011 speelde hij voor FC Oss, waarmee hij in het seizoen 2009/10 uit de Eerste divisie degradeerde. Na een jaar met FC Oss in de Topklasse gespeeld te hebben, vertrok hij naar Sportclub N.E.C., waarna hij nog voor FC Presikhaaf, AFC Arnhem, SC Veluwezoom en Eendracht Arnhem speelde.
Kolf werd jongerenwerker in de Arnhemse wijk Presikhaaf.

### Statistieken
| Seizoen                    | Club             | Land           | Competitie     | Competitie | Competitie | Beker | Beker | Totaal | Totaal |
| Seizoen                    | Club             | Land           | Competitie     | Wed.       | Dlp.       | Wed.  | Dlp.  | Wed.   | Dlp.   |
| -------------------------- | ---------------- | -------------- | -------------- | ---------- | ---------- | ----- | ----- | ------ | ------ |
| 2008/09                    | BV De Graafschap | Nederland      | Eredivisie     | 0          | 0          | 0     | 0     | 0      | 0      |
| 2009/10                    | FC Oss           | Nederland      | Eerste divisie | 29         | 1          | 0     | 0     | 29     | 1      |
| 2010/11                    | FC Oss           | Nederland      | Topklasse      | 26         | 1          | 0     | 0     | 26     | 1      |
| Carrièretotaal             | Carrièretotaal   | Carrièretotaal | Carrièretotaal | 55         | 2          | 0     | 0     | 55     | 2      |
| Bijgewerkt op 5 april 2018 |                  |                |                |            |            |       |       |        |        |